# Planaltoa lychnophoroides
Planaltoa lychnophoroides là một loài thực vật có hoa trong họ Cúc. Loài này được G.M.Barroso miêu tả khoa học đầu tiên năm 1965.